# سويتشي نوجوتشي
سويتشي نوجوتشي (باليابانية: 野口 聡一) (و. 1965 – م) هو رائد فضاء من اليابان . ولد في يوكوهاما.

## ريادة الفضاء
شارك في المهمات الفضائية:
- البعثة 22
- STS-114
- البعثة 23
- Soyuz TMA-17.

## التعليم
تعلم في جامعة طوكيو

## جوائز
حصل على جوائز منها:
- Medal "For Merit in Space Exploration".